# Кілтовці
Кілтовці (біл. вёска Кілтаўцы) — село в складі Молодечненського району Мінської області, Білорусь. Село підпорядковане Городоцькій сільській раді, розташоване в західній частині області.

## Iсторія
У 1921–1945 роках село знаходилось у Польщі, у Вільнюській воєводствi, Вілейського повіту, c 1927 Молодечненського повіту гміні Гарадок.

## Населення
- 1921 рік - 178 люди, 33 будинки[1].
- 1931 рік - 187 люди, 34 будинки[2].